# ザウルベック・バイサングロフ
ザウルベック・バイサングロフ（Zaurbek Baysangurov、1985年3月2日 - ）は、ロシアのプロボクサー。チェチェン共和国アチホイ＝マルタノフスキー地区サマシュキ出身。元WBO世界スーパーウェルター級王者。

## 来歴
2001年にU-17世界選手権で銅メダル、2002年世界ジュニア選手権でも銅メダルを獲得するなどの実績を残す。ロシアアマチュアチャンピオンにも輝いたこともある。

## プロ時代
プロに転向し、ウクライナとドイツの2カ国を拠点に活動することになった。
2004年6月26日、ウクライナでプロデビュー。
2005年9月16日、ダニエル・アーバンスキー(ポーランド)とIBF世界スーパーウェルター級ユース王座決定戦で対戦。無敗の相手に苦しんだものの、8回終了時にアーバンスキーが棄権。王座獲得に成功。その後3度防衛を果たす。
2006年9月23日、空位のWBCインターナショナルスーパーウェルター級王座を賭け、後のWBC世界ミドル級暫定王者マルコ・アントニオ・ルビオ(メキシコ)と対戦し、激しい打ち合いの末、3-0の大差判定勝ちを収め王座獲得に成功(同王者は1度も防衛することなく返上)。
2007年7月7日、フセイン・バイラム(フランス)とEBU欧州スーパーウェルター級王座決定戦を行い、バイラムの技巧に苦しみながらも、3-0の僅差判定勝ち。王座獲得に成功。その後2度防衛した。
2008年12月13日、ドイツで後のIBF世界スーパーウェルター級王者コーネリアス・バンドレイジと対戦し、5回レフェリーストップによるTKO負け。初黒星を喫した。
2009年5月30日、空位のWBAインターコンチネンタルスーパーウェルター級王座を賭け、クリスチャン・デ・マルテネス(イタリア)と対戦し、初回KO勝ちで王座獲得に成功。その後2度防衛した。
2010年12月4日、ウクライナ・キーウ州・ブロヴァルィーのアイス・パレス“ターミナル”にて、リチャード・グティエレスとIBO世界スーパーウェルター級王座決定戦を行い、12回2分36秒TKO勝ちを収め、王座獲得に成功した。
2011年7月30日、ウクライナでマイク・ミランダとWBO世界スーパーウェルター級暫定王座を賭け対戦。初回51秒KO勝ちを収め、暫定ながら世界王座を獲得した。
2011年10月5日、正規王者セルゲイ・ジンジラクの王座剥奪により、バイサングロフは正規王者に昇格した。
2012年5月12日、ミッチェル・ソト(フランス)とWBO世界スーパーウェルター級王座の初防衛とIBO世界スーパーウェルター級王座の初防衛を懸け対戦し、3-0（116-111、117-111、115-112）の判定勝ちを収め、WBO世界スーパーウェルター級王座の初防衛とIBO世界スーパーウェルター級王座の初防衛に成功した。
2012年10月6日、キーウのスポーツ・パレスにて、WBO世界スーパーウェルター級暫定王者ルーカス・コネチ(チェコ)と王座統一戦を行い、3-0（119-109、117-111、118-110）の判定勝ちを収め、WBO世界スーパーウェルター級王座の王座統一に成功、同時に2度目の防衛に成功した。
2013年6月18日、バイサングロフ陣営のK2プロモーションズが興行権の入札に勝利し
同年7月6日にキーウでWBO世界スーパーウェルター級2位のデメトリアス・アンドラーデ（アメリカ）と指名試合を行う予定であったが、バイサングロフが練習中に背中を負傷したことで中止となった。そこでWBOはアンドラーデとWBO世界スーパーウェルター級1位のバネス・マルティロスヤンによる王座決定戦を行うよう両陣営に通達を出し、アンドラーデ対マルティロスヤン戦の勝者にバイサングロフと180日以内の対戦義務を与えたのだが、同年7月22日にWBOはバイサングロフがアンドラーデとの指名試合を行わなかったとしてWBO世界スーパーウェルター級王座をバイサングロフから剥奪することを決定した。
2014年4月12日、1年6か月振りの復帰戦をグイド・ニコラス・ピッドとIBO世界スーパーウェルター級王座決定戦を行い、最終12回終了間際2分58秒TKO勝ちで王座獲得に成功した。

## 獲得タイトル
- IBF世界スーパーウェルター級ユース王座
- WBCインターナショナルスーパーウェルター級王座
- EBUヨーロピアンスーパーウェルター級王座
- WBAインターコンチネンタルスーパーウェルター級王座
- IBO世界スーパーウェルター級王座
- WBO世界スーパーウェルター級暫定王座（防衛0）
- WBO世界スーパーウェルター級王座（防衛2）
- IBO世界スーパーウェルター級王座